# Tinea grumella
Tinea grumella är en fjärilsart som beskrevs av Philipp Christoph Zeller 1873. Tinea grumella ingår i släktet Tinea och familjen äkta malar. Inga underarter finns listade i Catalogue of Life.